# Okénite
L’okénite est une espèce  minérale  du groupe des silicates sous-groupe des phyllosilicates, composé de silicate de calcium hydraté de formule, Ca3[Si6O15] · 6 H2O. Les cristaux peuvent atteindre jusqu'à 4 cm.
L’okénite est de couleur blanche soyeuse à nacrée, il existe des spécimens de vives couleurs vert, bleu, mauve, donnés comme venant des Indes ou de Chine qui sont des pièces colorées artificiellement. L'okénite se transforme en wollastonite (CaSiO3) par chauffage.

## Historique de la description et appellations

### Inventeur et étymologie
Décrit par Franz von Kobell en 1828, dédié à Lorenz Ockenfuss (1779-1851), dit Oken, naturaliste allemand.

### Topotype
Ile Qeqertarsuaq (Disko), Kitaa (Ouest Groenland) Groenland

### Synonymie
- bordite (Gilbert Joseph Adam  1859) [5]
- dysclasite ( Connel  1834) [6]

Le terme okénite avait été choisi par le minéralogiste Rink pour désigner la wollastonite.

## Caractéristiques physico-chimiques

### Critères de détermination
Habitus très particulier (cristaux aciculaires flexibles) ; gonfle dans la flamme ; soluble dans HCl.

### Cristallochimie
L'okénite fait partie d'un groupe de minéraux isostructuraux : le groupe de la tobermorite.
Groupe de la tobermorite
- Tobermorite Ca5Si6O16(OH)2•4(H2O) C 2221 2 2 2
- Clinotobermorite Ca5Si6(O,OH)18•5(H2O) Cc, C 2/c Mono
- Plombiérite Ca5Si6O16(OH)2•6(H2O) B11b 2
- Riversidéite Ca5Si6O16(OH)2•2(H2O) B2212 2 2 2
- Okénite Ca3Si6O15•6(H2O) P1 ou P1 Tri
- Tacharanite Ca12Al2Si18O33(OH)36 Centré A Mono
- Nekoïte Ca3Si6O15•7(H2O) P1 1
- Oyélite Ca10B2Si8O29•12(H2O)  Ortho

### Cristallographie
- Paramètres de la maille conventionnelle : a = 9.69, b = 7.28, c = 22, Z = 1 ; alpha = 97.5°, bêta = 101.1°, gamma = 110.9° V = 1410,54
- Densité calculée = 2,31

## Gîtes et gisements

### Gîtologie et minéraux associés
GîtologieMinéral d'origine hydrothermale, postvolcanique, elle est souvent associée aux zéolites, en remplissage des amygdales du basalte.
Minéraux associésCalcite, apophyllite, prehnite, gyrolite, laumontite, heulandite, yugawaralite (ca)...

### Gisements producteurs de spécimens remarquables
- Carrière Bramburg, Adelebsen, Göttingen, Basse Saxe, Allemagne[7].
- Agnew (Perseverance Deposit), Goldfields-Esperance region, Australie[8].
- Mine Jeffrey, Asbestos, région de l'Estrie, Québec, Canada[9].
- Ile Qeqertarsuaq (Disko), Kitaa (Ouest Groenland) Groenland[4]
- Scawt Hill, Larne, Co. Antrim, Irlande du Nord. Célèbre occurrence qui compte 6 topotypes[10].
- Très nombreuses occurrences aux USA Arizona, Californie, Caroline du Nord, Idaho, Nouveau Mexique, Oregon, Utah, Virginie et État de Washington.

Le gisement qui reste le plus prolifique en quantité et qualité
- La carrière de Khandivali, Mumbai District (Bombay District), Maharashtra, Inde[11].

## Galerie Colorations artificielles
On peut faire des colorations artificielles.

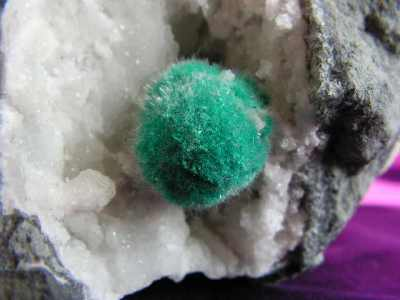
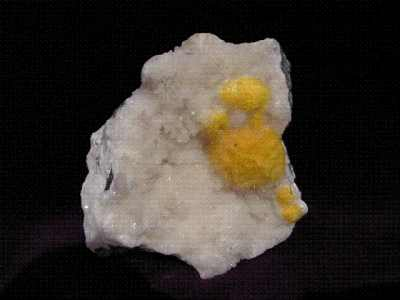
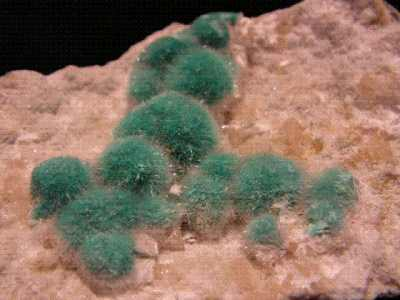

## Galerie

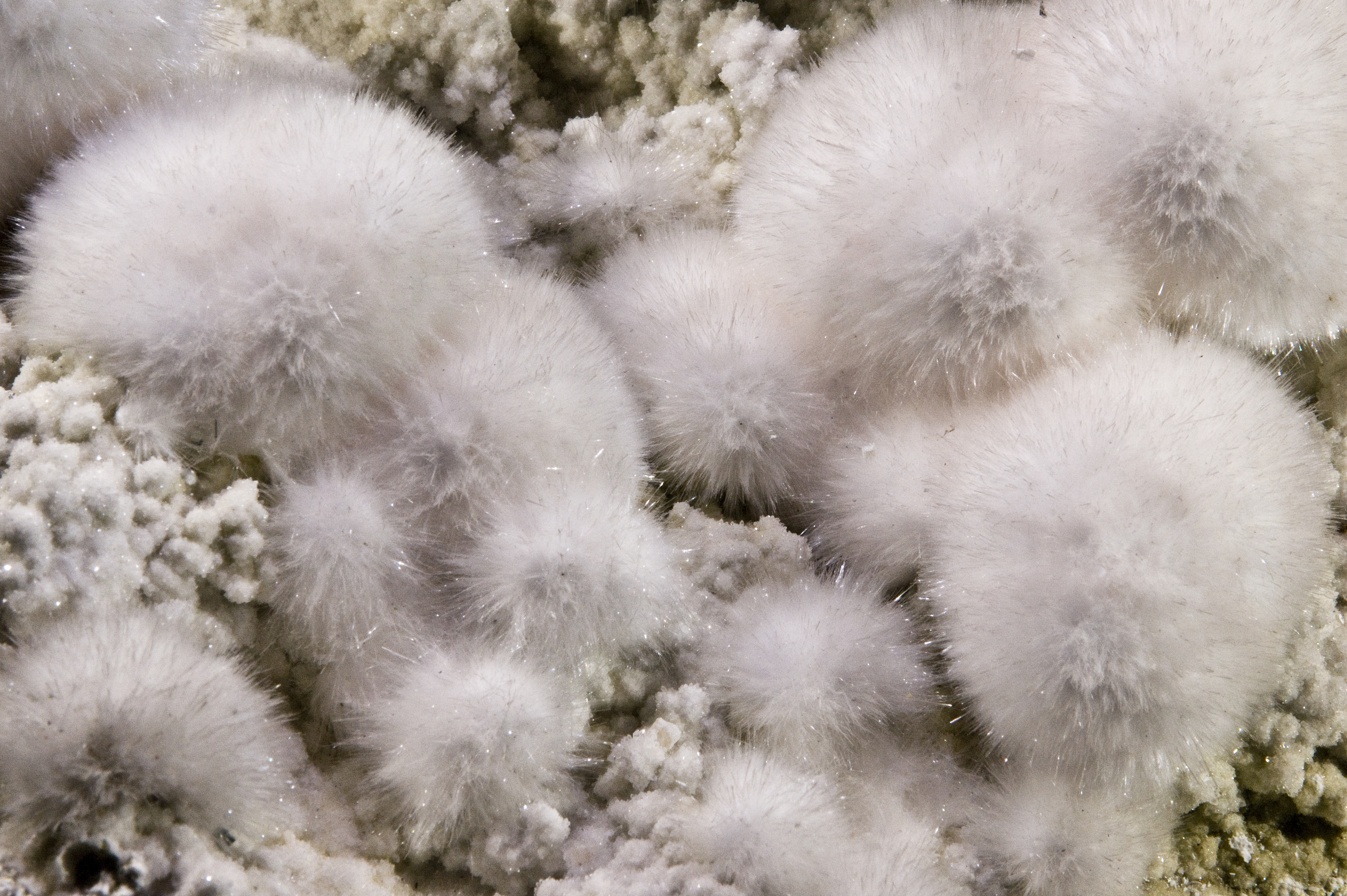
Okénite - Khandivali, Maharashtra, Inde (Vue;14cm)